# FC Unirea Urziceni
Az Unirea Urziceni egy megszűnt romániai labdarúgócsapat.

## Történet
Urziceni első labdarúgócsapata a Ialomița volt. A régi csapat a város piacterén játszott mérkőzéseket, főleg Ploiești, Buzău, és Slobozia városok csapataival. A második világháború során sokat játszottak, a város határában állomásozó német csapatok együttesével, a város mellett lévő tónál 300 német katona védett egy radarállomást, a tó ahol a mérkőzések voltak, ma a La Nemți („a németeknél”) nevet viseli.
1976 tavaszán avatták fel a csapat stadionját, Tineretului néven.
1988-ban, a csapat bejut a Román kupa nyolcaddöntőjébe, ahol a Corvinul Hunedoara csapatával szemben marad alul 3-1-re.
2002-ben egy új szponzor, a Valahorum SA állt a csapat mellé. Ennek köszönhetően a csapat stadionját teljesen felújították, és komoly csapatépítésbe kezdtek, aminek hamarosan meg is lett a haszna.
A csapat története során először 2003-ban feljutott a B-ligába, ahonnan 2006-ban feljutott az első osztályba. Az első szezonban a 10. helyet szerezte meg, ezt követően a 2007-08-as idényben az 5. helyen végzett, ami biztosította a 2007–2008-as UEFA-kupa szereplését. Ugyanebben az idényben a Román kupa döntőjéig menetelt, ahol a CFR Cluj bizonyult jobbnak 2-1-gyel.
A 2008-2009-es bajnokságot 4 pont előnnyel nyerték meg, megelőzve a Politehnica Timișoara együttesét, ráadásul kivívták a 2009-2010-es UEFA-Bajnokok Ligája szereplést is. Ugyanebben az évben megnyerték a román Szuperkupát is.
A 2009-2010-es BL kiírásban a csapat remekül teljesített, legyőzték többek között a skót Rangers csapatát 4-1-re, valamint a spanyol Sevillát 1-0-ra, ugyanakkor a románok nem jutottak tovább a csoportból, miután harmadik helyen zárták a csoportkört, az Európa-ligában folytatták nemzetközi szereplésüket a legjobb 32 között, ahol a szintén BL-kieső Liverpool ellen kellett kiharcolni a nyolcaddöntőbe jutást, de ez nem jött össze, az angolok 4-1-es összesítéssel győzték le a román csapatot.
Ebben a szezonban a csapatnak nem jött össze a címvédés, hiszen 66 ponttal a második helyen végeztek a bajnok CFR Cluj mögött, amely 69 pontot szerzett, a kupában pedig a legjobb 16 között búcsúztak, miután 1-0-ra kikaptak az FC Brasov-tól.

## Anyagi gondok és megszűnés
A csapat anyagi gondjai 2010 őszén kezdődtek, amikor a csapattulajdonosnak el kellett adnia legjobb játékosait a holtszezonban, majd a Dinamo és a Steaua Bukarest második csapatának játékosaival töltötték fel a keretet, a 2010-11-es kiírást a 17. helyen fejezték be és a szezon végén megszűnt létezni a csapat.

## Újraalakulás
2015-ben újraalapították a csapatot Unirea 2015 Urziceni néven, jelenleg a román ötödosztályban szerepelnek, meccseiket azonban nem Urziceni-ben játsszák, hanem a várostól 12 km-re fekvő Gârbovi-ban.

## Eredmények

### Liga I
- Bajnok (1): 2009
- Ezüstérmes (1): 2010

### Román Kupa
- Ezüstérmes (1): 2008

### Román szuperkupa
- Aranyérmes (1): 2009

## Külső hivatkozások
- Hivatalos honlap